# Tektronix
Tektronix Inc. більш відомий як Tek, є американською компанією, найбільш відомою завдяки виробництву випробувальних і вимірювальних приладів, таких як осцилографи, логічні аналізатори, а також відео та мобільні пристрої тестового протоколу.
Спочатку будучи незалежною компанією, в даний час вона є дочірнім підприємством Fortive, виокремленням з корпорації Danaher Corporation.
З компанією Tektorinx пов'язані або були пов'язані кілька благодійних організацій, включаючи Фонд Tektronix і благодійний фонд М. Дж.  Мердока в Ванкувері, Вашингтон.

## Історія

### 1946—1954
Компанія бере свій початок з революції електроніки, яка відбулась відразу після Другої світової війни, І була заснована в грудні 1945 року як Tekrad. Однак назва була схожа на назву каліфорнійської компанії Techrad, і тому в 1946 році чотири партнера, Говард Фоллум, разом з Джеком Мердоком і Майлзом Тіпері, які служили в береговій охороні, і бухгалтером Гленном Макдауел, створили компанію Tektronix, Inc.  з початковим внеском по 2600 доларів з кожного за рівні частки акцій.
Говард Фоллум закінчив у 1936 році коледж Рід, отримавши там науковий ступінь з фізики та мав великий інтерес до осцилографів, потім працював радіотехніком в радіотехнічній компанії Джека Мердока (M.J. Murdock Company) до початку війни, під час якої служив в Корпусі зв'язку. Після заснування компанії Tektronix, компанія Vollum винайшла перший в світі осцилограф з очікуючою розгорткою, який в 1946 році, став значним технологічним проривом.  Цей осцилограф, доопрацьований і розроблений компанією Tektronix отримав назву моделі 511. Першим осцилографом зі справжньою часовою базою була модель Tektronix 513.
Провідним виробником осцилографів в той час були компанії DuMont Laboratories. «Дюмонт» став піонером частотно-синхронного запуску і розгортки. Аллен Дюмонт особисто протестував модель 511 на виставці електроніки і був вражений, але коли побачив ціну $ 795, що приблизно вдвічі перевищувала ціну його аналогічної моделі, він сказав Говарду Фоллуму на виставці, що продати їх буде нелегко.
Компанія Tektronix була зареєстрована в 1946 році зі штаб-квартирою на SE Foster Road і SE 59th Avenue в Портленді, штат Орегон, всього в шести кварталах від першого будинку сім'ї Мердок. У 1947 році було 12 співробітників.  Чотири роки по тому, в 1951 році, Tektronix налічувала вже 250 співробітників.  Мердок і Воллум були відомими гуманістами і прагнули вести свій бізнес, так як могли б управляти великою і турботливою сім'єю.  У 1978 році автори Роберт Леверінг та Мілтон Московіц включили «Тектронікс» до списку 100 кращих компаній в Америці у своїй однойменній книзі.
До 1950 року компанія почала будівництво заводу в окрузі Вашингтон, штат Орегон, на Барнс Роуд і Сансет Шосе, а до 1956 року розширила його до 80 000 квадратних футів (7 000 м2). Після голосування співробітників компанія перенесла свою штаб-квартиру на цю ділянку.
Детальну інформацію про Говарда Фоллуме і Джека Мердока, а також про продукцію, яка зробила Tektronix провідним виробником осцилографів, можна знайти в Музеї старовинного обладнання Vintage Tektronix Equipment.

### 1955—1969

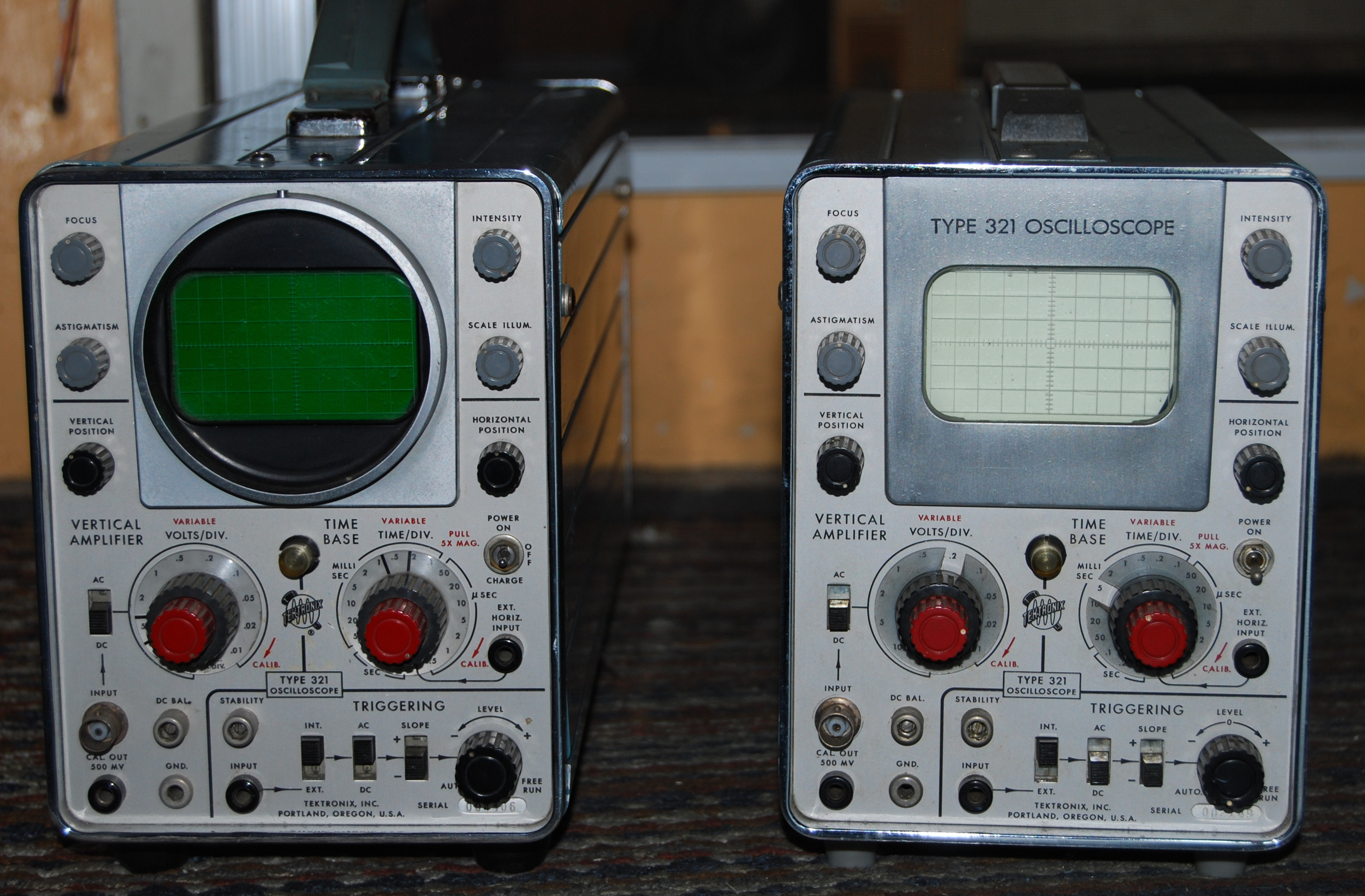
Tektronix 321 — їх перший транзисторний осцилограф з живленням від батареї. Зліва — пізніша версія. Справа- найбільш рання версія

У 1956 році велика ділянка землі в сусідньому Бівертоні, стала доступна, і пенсійний фонд працівників компанії придбав землю і орендував її компанії. Будівництво почалося в 1957 році і 1 травня 1959 року компанія Tektronix переїхала у нову штаб-квартиру розташовану на ділянці площею 313 акрів (1,27 км 2), яка отримала назву «Промисловий парк Tektronix».
Наприкінці 1950-х років (1957-58) компанія Tektronix встановила нову тенденцію в застосуванні осцилографів, яка продовжиться і в 1980-х роках.  Це було введення підключаємого осцилографа.  Починаючи з осцилографів серій 530 і 540, оператор може перемикатися між різними горизонтальними або вертикальними вхідними роз'ємами.  Це дозволило використовувати осцилограф як гнучкий або адаптуючийся прилад.  Пізніше Tektronix додали плагіни для роботи в якості аналізатора спектра, пробовідбірник сигналів, тестера кабелів і трасувальника транзисторних кривих.  Моделі серій 530 і 540 також включали відкладений тригер, дозволяючи запускатися не на початку, а в проміжку між розгорткою.  Це забезпечує стабільніше спрацьовування і краще відтворення сигналу.
У 1961 році Tektronix продала свій перший (можливо, перший у світі) повністю портативний осцилограф, модель 321. Цей осцилограф міг працювати від мережі змінного струму (електроживлення) або на акумуляторних батареях. Він також приніс осцилограф у вік транзистора (використовувалася лише керамічна трубка Nuvistor для введення вертикального підсилювача). Через рік-півтора вийшла модель 321A, і все це були транзистори.

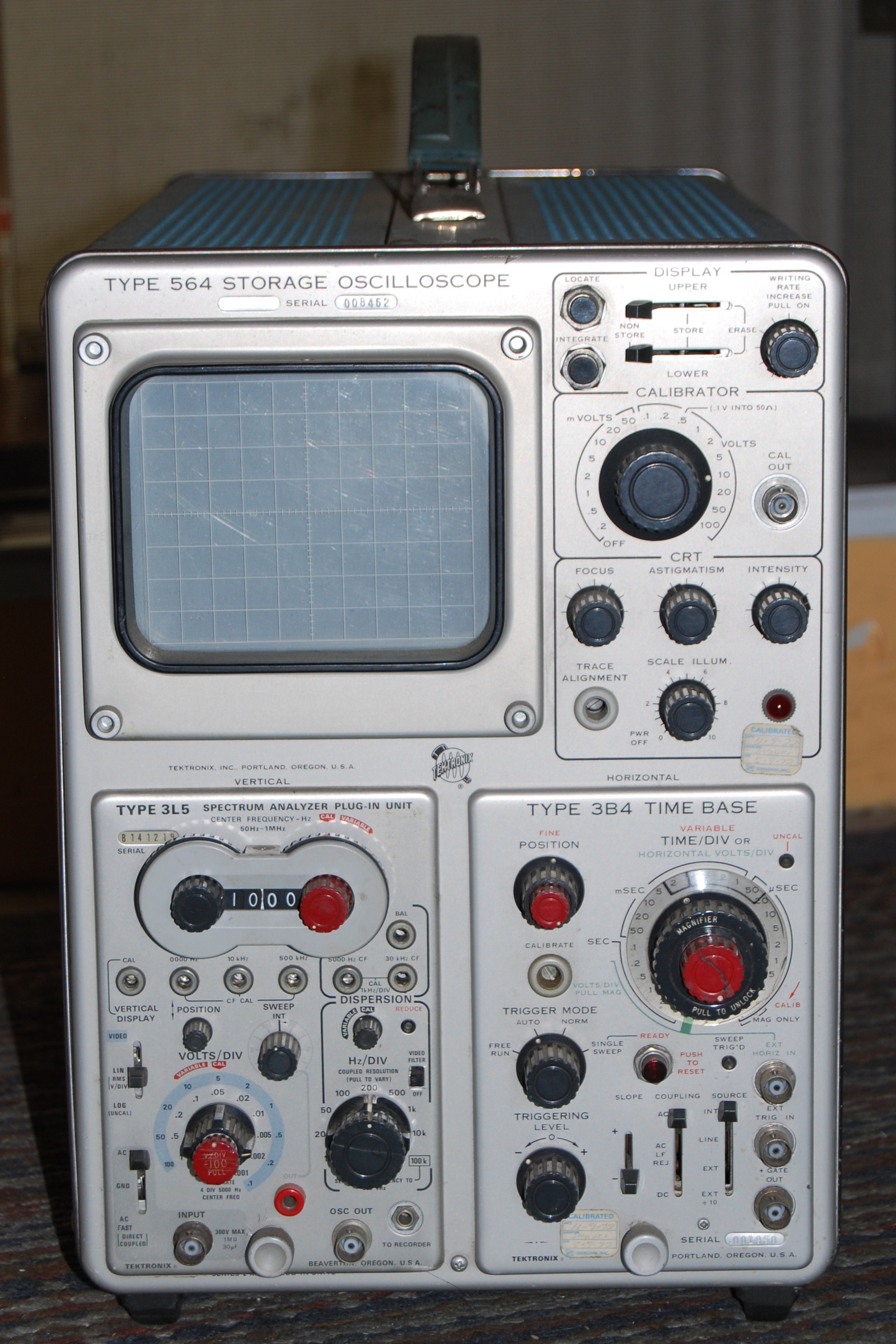
Модель 564 Перший массовоізготовленний аналоговий осцилограф для зберігання даних

Серія 560 представила прямокутний ЕПТ для осцилографів.. У 1964 компанія Tektronix зробила прорив в області виробництва осцилографа, створивши перший в світі серійний аналоговий накопичувальний осцилограф — Модель 564. Компанія Hughes Aircraft отримала перший робочий запам'ятовує осцилограф (модель 104D), але він був виготовлений в дуже невеликій кількості і на сьогоднішній день зустрічається вкрай  рідко.
У 1966 році компанія Tektronix випустила лінійку високочастотних повнофункціональних осцилографів 400 серії. Осцилографи були укомлектовані функціями для польових робіт. Першими моделями були 422, 16 МГц і 453, 50 МГц. Наступного року 454, 150 МГц портативний.  Ці моделі багато років випереджали своїх конкурентів. Військові США уклали контракт з компанією Tektronix на «підсилену» модель 453 для обслуговування в польових умовах.  Моделі 400 серії продовжували залишатися популярними в 1970-х і 80-х роках. Крім того, стиль 400 серії у майбутньому буде скопійовано конкурентами Tektronix. Осцилоскопи серії 400 використовувалися ще з 2013 року.

### 1970—1985рр.
Первинна публічна пропозиція компанії, коли вона публічно продала свої перші акції, відбулася 11 вересня 1963 року.  У 1974 році компанія придбала 256 акрів землі (1,0 км²) в Уілсонвілле, штат Орегон, де вона побудувала об'єкт для своєї групи візуалізації. Станом на 1976 рік компанія налічувала майже 10 тисяч чоловік і була найбільшим роботодавцем держави.  Розширенню компанії Tektronix 1956 року і, в 1962 році, до округу Вашингтон, приписують розвиток великої високотехнологічної промисловості у окрузі Вашингтон, де багато компаній, які в сукупності часто називають «Кремнієвий ліс».

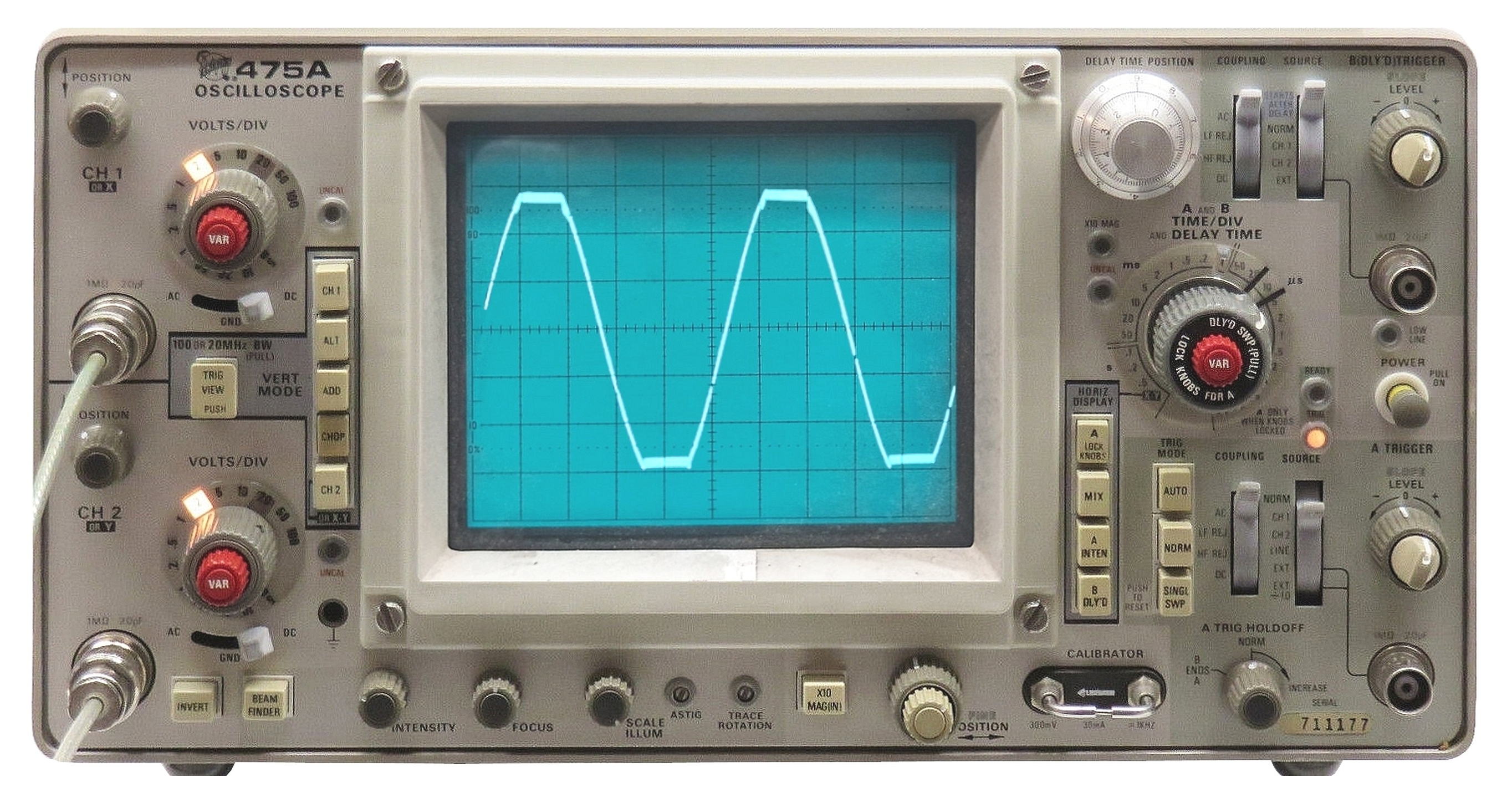
Портативний аналоговий осцилограф Tektronix модель 475A, дуже типовий інструмент кінця 1970-х років.

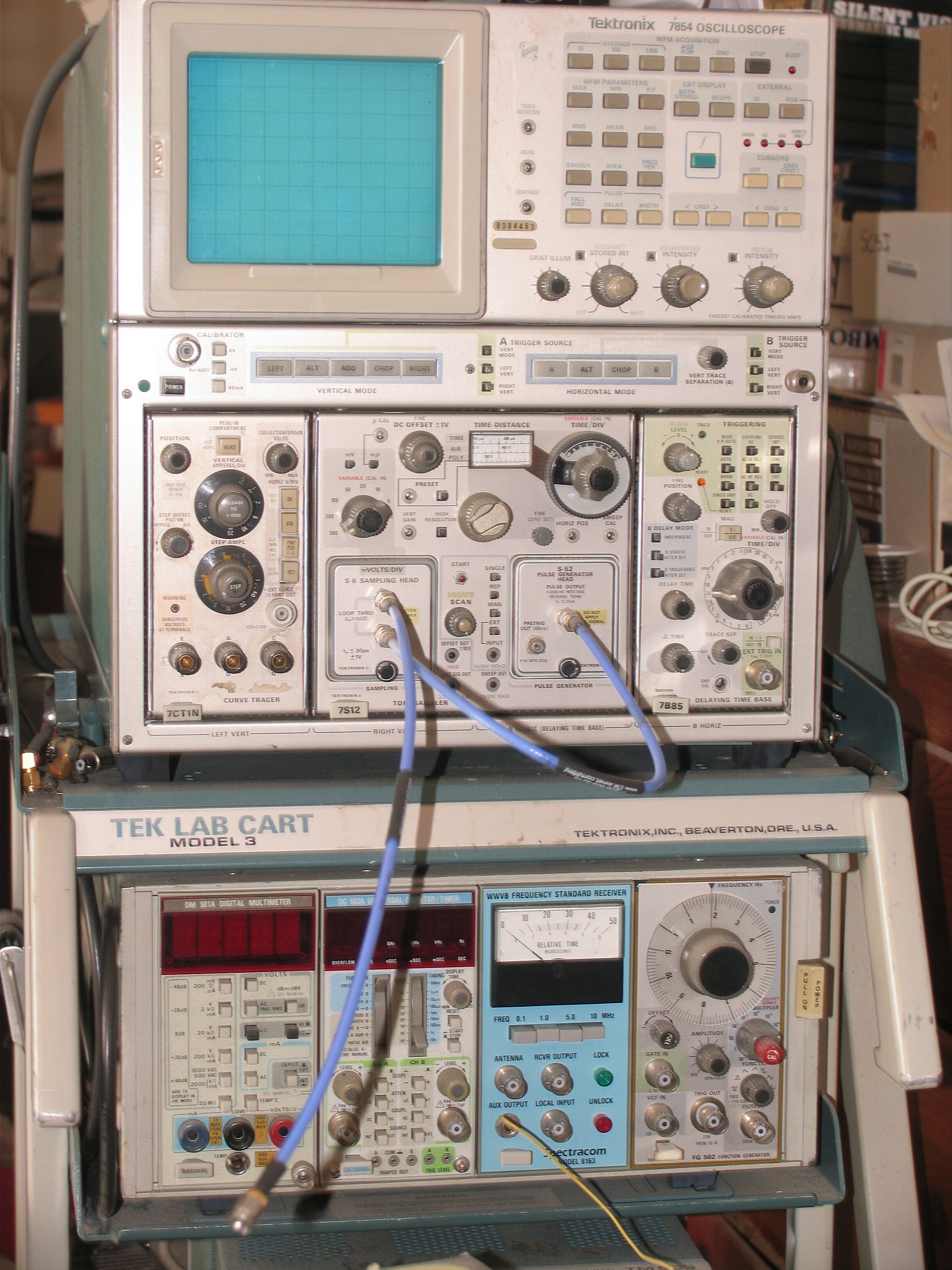
Осцилограф Tektronix 7854 з іншим обладнанням

Протягом багатьох років компанія Tektronix була головним виробником електроніки в штаті Орегон, а в 1981 році чисельність її американських співробітників досягла свого піку і перевищила 24 000 осіб. Компанія Tektronix також здійснювала свою діяльність в Європі, Південній Америці та Азії.  Європейські заводи розташовувалися в Сент-Пітері, Гернсі (в той час в Європейській асоціації вільної торгівлі) до 1990 року. Ходдесдон (Північний Лондон, Велика Британія) і Геренвен, Нідерланди (тоді на Європейському спільному ринку). Деякі осцилоскопи, що продаються в Європі та Великій Британії, продавалися під маркою Telequipment, але багато хто у Великій Британії використовували марку Tektronix у 1960-х і 70-х роках.
Протягом багатьох років компанія Tektronix працювала в Японії як компанія Sony-Tektronix, спільне підприємство корпорації Sony і Tektronix, Inc; це було пов'язано з обмеженнями японської торгівлі на той час. З тих пір компанія Tektronix викупила частку Sony і тепер є єдиним власником японського підприємства.  Осцилографи серії 300, що отримали назву Sony-Tektronix, були легкими і повністю портативними.  Вони замінили осцилографи моделі 321 / 321A.  Прикладами моделей Sony / Tektronix є 314, 323, 335 і 370.
На початку 1970-х років компанія Tektronix внесла великі зміни в конструкцію своїх осцилографів. Осцилографи серії 5000 і 7000 підтримували можливості плагіна, які почалися з серій 530 і 540; однак вибір плагінів був ще більшим. Ці області використовували спеціально розроблені інтегральні схеми, виготовлені компанією Tektronix. Всі ЕПТ були прямокутними і всі були виготовлені компанією Tektronix. Ці осцилографи поставляються в комплекті з екранними елементами управління.  Серія 5000 була лінією загального призначення, в той час як серія 7000 була здатна виконувати широкий спектр завдань і могла приймати до 4 модулів.  Однією з моделей 7104 (представлений в 1978 р) був справжній осцилограф із смугою пропускання 1 ГГц.
Починаючи з перших електронно-променевих осцилографів фірми, Tektronix займає провідне місце на ринку випробувань та вимірювань. Хоча обладнання було дорогим, воно володіло продуктивністю, якістю і стабільністю.  Більшість виробників випробувального устаткування виготовляли свої осцилографи з готових, загальнодоступних компонентів.  Але для того щоб отримати додаткову оцінку продуктивності, компанія Tektronix використовувала безліч спеціально розроблених або спеціально відібраних компонентів.  У них навіть була своя фабрика по виробництву ультраяскравих і гострих ЕПТ-трубок.  Пізніше вони побудували власне виробництво інтегральних мікросхем, щоб виготовляти індивідуальні інтегральні схеми для свого обладнання.
Прилади Tektronix зробили значний внесок у розвиток комп'ютерів, випробувального та комунікаційного обладнання, а також в розвиток досліджень і розробок у високотехнологічній електронній промисловості в цілому.
З плином часу компанія Tektronix виготовляла все більше і більше своїх електронних компонентів.  Це призвело до появи вузькоспеціалізованих навичок і талантів, що з часом призвело до появи нових підприємств у співробітників. Деякі колишні співробітники Tektronix поїхали, щоб створити інші успішні компанії «Кремнієвий ліс».  До побічних результатів належать «Ментор Графіка», «Планетарні системи», «Системи з рухомою комою», «Каскадні мікротехнології», «Мерікс Корпорація», «Антро Корпорація» і «Північно-Західні приладобудівні системи» (NWIS) — пізніше перейменовані в  «Мікрокейс».  Навіть деякі з побічних результатів прирвели до створення InFocus.  Оскільки Tektronix виробляв більш спеціалізовані деталі, вони розширили свою виробничу базу, включивши в неї логічні аналізатори, цифрові мультиметри і генератори сигналів.  Серія TM500 і TM5000 для монтажу в стійку з'явилася на світ завдяки спеціально розробленим випробувальним приладів, обраним покупцем.
За цей час компанія Tektronix придбала систему розробки мікропроцесорів 8000 і 8002 (MDS), яка являє собою систему розробки програмного забезпечення 8000, що включає редактори і кросскомпілятори з двома діскетной накопичувачами, а 8002 може бути оснащена емуляторами реального часу для декількох процесорів, включаючи 8080, Z80  і 6502. Пізніше вони були замінені 8540/8550/8560 8550 була автономною системою розробки, здатною забезпечити обладнання для емуляції в реальному часі для декількох різних процесорів. 8560 з'явився одразу після того, як Bell Labs змогла продати UNIX у комерційній сфері, і випустила злегка модифіковану версію UNIX версії 7, названу TNIX, що підтримує 4 або 8 (в залежності від кількості встановлених плат введення / виводу) послідовних терміналів зі спеціальними високошвидкісними входами / виходами  на базі RS-422. для підключення до віддаленого 8540. Існував жорсткий диск близько 34 МБ, пізніше збільшений, і змінна кількість оперативної пам'яті в залежності від встановленої карти процесора, який був або DEC LSI11-23 + або LSI11-73, який мав ширшу адресну шину, а також вища тактова частота. Останній оновлений варіант був 8562. 8540, з яких декілька можуть бути підключені до 8560, містили апаратне забезпечення емуляції, подібне до того, яке доступне для 8540, включаючи RAM-карти, Trigger Trace Analyzer, 1 або 2 емулятора процесора, кожна з зовнішніми 8540 не мав можливості розробки програмного забезпечення, але працював з 8560 або іншими системами, такими як VAX, які забезпечать середовище розробки програмного забезпечення. Вона була унікальною в свій час, в тому, що послідовний термінал може бути підключений до 8540, на лавці, або до 8560, і буде передавати команди UNIX автоматично до 8560, який передав команди емулятора назад до 8540 для виконання, повністю прозоро. Таким чином, повну компіляцію, зв'язок, навантаження і сеанс емуляції можна запускати з скрипту оболонки UNIX, об'єкт, який, ймовірно, не бачив у будь-якій системі розробки. 8540/8550/8560 підтримував багато 8-бітових і 16-розрядних мікропроцесорних типів, зі зміною карт емуляторів і зондів, а також встановленням асемблера і, можливо, програмного забезпечення компілятора, і не вимагав підключення будь-якого конкретного коду до користувача код для полегшення відстеження реєстру на точках HP. Тим не менш, вражаючою особливістю було те, що, включаючи спеціальну послідовність команд, зазвичай подвійну NOP, за якою слідував виклик на конкретну адресу, емулятор генерував «Service Call», щоб прийняти будь-яку необхідну дію і продовжити виконання. Це, наприклад, може дозволити UNIX записувати змінні до файлу журналу, як вказано запущеною програмою на емульованому мікропроцесорі.
На даний момент незрозуміло, чому Tektronix згодом вийшов з бізнесу MDS, оскільки їхні продукти були високо оцінені.

### 1986—2006рр.

Старий логотип

Tektronix стикається з великими викликами у своїй бізнес-структури. У 1980-х роках Tektronix не сприйняли у багатьох підрозділах на ринках. Це призвело до зменшення прибутку майже в кожному кварталі. Потім був період звільнень, зміни вищого керівництва та розпродажів. У 1994 році компанія Tektronix виділила виробництво друкованих плат в окрему компанію Merix Corp. зі штаб-квартирою в Forest Grove, штат Орегон. Зрештою, Tektronix була залишена з власним випробувальним і вимірювальним обладнанням. Після підвищення посади у 2000 році нинішній генеральний директор Річард Х. «Рік» Вілс ретельно обмежив корпоративні витрати в зв'язку зі спекуляціями.  Це призвело до того, що Tektronix стала однією з найбільших компаній в своїй продуктовій ніші з ринковою капіталізацією в $ 3 млрд за станом на квітень 2006 року. Однак це не завадило їй стати об'єктом придбання, і компанія Tektronix була придбана корпорацією Danaher в 2007 році.
Основні зміни в продуктах — сфери цифрових вибірок. З розвитком методів вибірки сигналів і цифрової обробки виробники осцилографів відкрили для себе нові горизонти на ринку.  Можливість відбору проб сигналу і оцифровки його для перегляду в реальному часі або цифрового зберігання для подальшого використання і підтримки цілісності форми хвилі.  Крім того, комп'ютер може бути інтегрований з метою зберігання набору осциллограм або інструктувати приціл для проведення подальшого аналізу.  Для спрощення ідентифікації можна створювати кольорові форми хвилі з поліпшеними характеристиками.
Компанія Tektronix брала активну участь в розробці цифрових вибіркових осцилографів.  В середині 1980-х років вони швидко замінили свої аналогові осцилографи.  Їх осцилографи серій 400, 5000 і 7000 були замінені цифровими осцилографами нового покоління серії 11000 і TDS з можливістю зберігання даних. Серія 11000 — великі лабораторні моделі, вмонтовані в стійку з великою плоскою поверхнею ЕПТ, з сенсорним екраном, кількома кольоровими дисплеями із можливістю відображення кількох форм хвилі.  Вони все ще були пристроями з можливістю підключення і могли приймати більш старі 7000 серії 7 і 11000 серії 11A.  Серія TDS замінила портативні пристрої серій 300 і 400. Вони мали однакову компоновку панелей, але з поліпшеними можливостями зберігання і вимірювання.  Протягом цього періоду Tektronix також розширить лінійку тестового обладнання для логічних аналізаторів, генераторів сигналів тощо.
У середини 1990-х років використання ЕПТ було припинено, і компанія Tektronix почала використовувати РК-панелі для відображення інформації. Серія 11000 буде замінена MSO (осцилограф зі змішаним сигналом), оснащений кольоровим РК-дисплеєм з активною матрицею.  TDS триває, але з РК-панелями, починаючи з TDS-210. У моделях TDS дешевші моделі замінили останні аналогові оптичні приціли серії 2000 і мали монохромний дисплей, в той час як більш дорогі моделі були кольоровими РК-дисплеями, які більше нагадували старі приціли серії 400 за продуктивністю.  Виходом з TDS стала серія оптичних прицілів для зберігання ТБС. Пізніше Tektronix замінить 200 міні-осцилографів ручними цифровими осцилографами серії TH.  Всі серії TDS і spinoff з ЖК-дисплеєм повністю портативні (легковагі і можуть працювати від мережі змінного струму або від батарей).

### 2007 до сьогодні
21 листопада 2007 року корпорація Danaher придбала Tektronix за 2,85 мільярда доларів. До придбання Tektronix торгували на Нью-Йоркській фондовій біржі під символом TEK, прізвисько, яким Tektronix відомі своїм працівникам, клієнтам і сусідам. 15 жовтня 2007 року корпорація Danaher подала оферту на придбання Tektronix за $ 38 за акцію, що еквівалентно приблизно $ 2,8 млрд.. Угода завершилася через п'ять з половиною тижнів, і 90 % акцій ТЕК було продано в тендерній пропозиції.  Крім того, у рамках придбання компанією Danaher відділ зв'язку компанії Tektronix був виділений в окремий бізнес-підрозділ компанії Danaher, Tektronix Communications.
Лінія цифрових осцилографів, представлена в 1990-х роках (серії MSO, TDS, TH), все ще виробляється в тій чи іншій формі.
1 лютого 2016 року компанія Tektronix представила новий дизайн логотипу, який замінив логотип, який використовувався з 1992 року, і вказував на зміну стратегії, що пропонувала продукти вимірювання, пристосовані до конкретних областей, таких як обчислювальна техніка, комунікації та автомобілебудування.  У 2016 році Danaher виділила кілька дочірніх компаній, включаючи Tektronix, для створення Fortive.

## Ранні моделі осцилографів
Просто перейдіть за номером посилання поруч із серією Tek Product. Вас буде направлено на актуальну інформацію.
1. Осцилографи 7000 серії і плагіни 1970—1985 рр.[29]
2. Осцилографи серії 5000 і плагіни 1970—1985 рр.[30]
3. Портативні осцилоскопи серії 2000 (1978-?)
4. Осцилоскопи і плагіни серій 500 серії 1946—1970[31]
5. Портативні осцилоскопи серії 400 і аналізатори спектру 1966—1989 рр.[32]
6. 300 портативних осцилоскопів серії 1952—1969?[33]
7. Портативні осцилоскопи серії 200 (1975-?)

## 'Нетестова' продукція
Деякі важливі нетестові пристрої, створені та продані Tektronix, включають:
- Комп'ютерний термінал Tektronix 4014[en]
- Графічні мікрокомп'ютери Tektronix 405x[en]
- Графічні мінікомп'ютери Tektronix 408x (оригінальні DRADIS Battlestar Galactica)
- Програмне забезпечення системи моделювання кінцевих елементів Tektronix FEM181
- Tektronix 4115 кольоровий растр сканування графіки або емулятор TGRAPH
- Серія робочих станцій Tektronix 6130 NS 32016[en] під керуванням UTek, клон 4.2BSD з Вікіпедії, вільної енциклопедії
- [[[:en:Tektronix 4300|Tektronix 4300]] Графічна робоча станція Tektronix 4300 Motorola 68020[en] під керуванням UTek, клон 4.2BSD з Вікіпедії, вільної енциклопедії
- Tektronix XD88 Графічна робоча станція Motorola 88000[en] під управлінням Utek V, інший Tektronix Unix на базі Unix System V Release 3
- Планшетні плотери використовуються з комп'ютерами Tektronix
- TekXPress X-термінали, пізніше продані мережевим обчислювальним пристроям[en]
- Phaser[en] — Кольорові комп'ютерні принтери під торговою маркою Phaser, включаючи їх передові моделі Solid Ink, проданих в Xerox в 1999 році
- Телевізійна студія та відео-виробниче обладнання, виготовлене колишньою дочірньою компанією Grass Valley Group[en], яке було відокремлене як незалежна компанія (а пізніше куплене Thomson SA). Бренд Grass Valley тепер належить компанії Belden.

## Відомі співробітники
На цей момент на Tektronix працюють наступні видатні особи, і ті хто раніше працював в Tektronix. Цей список охоплює осіб, які відомі з причин, не пов'язаних з кар'єрою в компанії Tektronix.
- Джін Мері Ауел: технічний письменник; автор
- Кент Бек: інженер; Розробник екстремального програмування з Вікіпедії, вільної енциклопедії
- Том Брюггере[en]: інженер; пізніше заснував Mentor Graphics у 1981 році; 1996 кандидат у Сенат Сполучених Штатів
- Джеймс Б. Касл: генеральний радник; один з трьох перших членів ради благодійного фонду MJ Murdock[en]
- Ворд Каннінгем: інженер; Розробник Extreme Programming, винахідник wiki
- Міллер М. Дюріс[en]: політик, який обіймав посаду міського голови та повітового комісара[34]
- Баррі Гілберт[en]: популяризував клітинку Гілберта, тип електронного змішувача
- Роберт В. Ландін[en]: директор, генеральний директор
- Вівек Маддала[en]: композитор і музикант
- Стівен Макгіді[en]: інженер; пізніше віце-президент Intel і співзасновник лабораторій Intel Architecture Labs
- Меррілл А. Макпік[en]: директор; колишній начальник штабу ВПС США
- Кіт Паккард[en]: інженер; Розробник системи X Window з Вікіпедії, вільної енциклопедії
- Рендал Шварц[en]: експерт з комп'ютерної безпеки та мови програмування Perl, автор
- Норм Вінниігстад[en]: інженер; засновник Floating Point Systems, автор
- Ребекка Вірфс-Брок[en]: інженер; технічне керівництво для першої комерційної реалізації Smalltalk ; автор книг з об'єктно-орієнтованого програмування
- Делберт Йокам[en]: колишній президент, головний операційний директор ; колишній операційний директор компанії Apple Computer

## Подальше читання
- Перемога з людьми: перші 40 років Tektronix Маршал М. Лі. Опубліковано компанією Tektronix, Inc., жовтень 1986 року.